# Robert the Bruce (film)
Pour les articles homonymes, voir Robert Bruce.
Pour plus de détails, voir Fiche technique et Distribution.
Robert the Bruce est un film américain réalisé par Richard Gray, sorti en 2019. Angus Macfadyen y incarne à nouveau Robert Bruce après Braveheart de Mel Gibson sorti en 1995. Le film est ainsi considéré comme une suite à Braveheart.
Le film est présenté en avant-première au festival international du film d'Édimbourg 2019.

## Synopsis
Après une série de défaites militaires, dont celle à la bataille de Dalrigh à l'été 1306, Robert Bruce a battu en retraite. Seul et blessé, il doit faire face à des tueurs voulant la prime promise par le roi d'Angleterre Édouard Ier. Il va alors trouver refuge dans la petite ferme d'une femme vivant avec ses enfants. Cela va redonner force à Robert Bruce et lui redonner l'envie de se battre à nouveau pour la victoire et l'indépendance de l'Écosse.

## Fiche technique
Sauf indication contraire, les informations mentionnées dans cette section peuvent être confirmées par la base de données cinématographiques IMDb,  présente dans la section « Liens externes ».
- Titre original : Robert the Bruce
- Réalisation : Richard Gray
- Scénario : Eric Belgau et Angus Macfadyen
- Décors : Zach DePolo et April Hopkins
- Costumes : Vicki Hales
- Photographie : John Garrett
- Montage : Hayley Miro Browne
- Musique : Mel Elias
- Production : Kim Barnard, Andrew Curry, Nick Farnell, Richard Gray, Anna Hutchison, Angus Macfadyen et Cameron Nugent
- Société de production : Yellow Brick Films
- Société de distribution : Signature Entertainment (États-Unis, Royaume-Uni)
- Budget : n/a
- Pays d'origine :  États-Unis
- Langue originale : anglais
- Format : couleur
- Genre : drame historique
- Durée : 124 minutes
- Dates de sortie[1] :
  -  Écosse : 23 juin 2019 (festival international du film d'Édimbourg)
  -  Royaume-Uni : 28 juin 2019
  -  États-Unis : 24 avril 2020
  -  France : 7 janvier 2021 (VOD) ; 18 mars 2021 (en DVD)

## Distribution
- Angus Macfadyen : Robert Bruce
- Jared Harris : John Comyn
- Anna Hutchison : Morag
- Patrick Fugit : Will
- Zach McGowan : Brandubh
- Gabriel Bateman : Scot
- Talitha Bateman : Iver
- Emma Kenney (VF : Amandine Vincent) : Briana
- Shane Coffey : Finley
- Kevin McNally : Seán
- Melora Walters (VF : Amandine Vincent) : Ylfa
- Diarmaid Murtagh (VFB : Christophe Hespel) : James Douglas
- Daniel Portman : Angus McDonald

 Source et légende : version française (VF) sur RS Doublage et selon le carton de doublage .

## Production
Le film est annoncé en février 2018. Angus Macfadyen, producteur et coscénariste du projet, reprend ainsi son rôle de Robert Bruce après Braveheart de Mel Gibson sorti en 1995. Jared Harris, Anna Hutchison et Patrick Fugit font également partie de la distribution.
Le tournage débute un an plus tard, en février 2019. Pour les scènes sous la neige, l'équipe se rend dans le Montana, notamment à Livingston et près de la rivière Yellowstone.

## Sortie

### Dates de sortie
Le film est présenté en avant-première au festival international du film d'Édimbourg le 23 juin 2019. Il sort dans les salles du Royaume-Uni le 28 juin 2019.
Aux États-Unis, il connait une sortie limitée le 24 avril 2020 distribué par Screen Media Films, pour coïncider avec le 700e anniversaire de la déclaration d'Arbroath. Cela coïncide également avec les 25 ans de la sortie de Braveheart.
Signature Entertainment commercialise le film au Royaume-Uni en DVD et Blu-ray le 4 novembre 2019.
En France, le film ne sort que très tardivement mais ne connaît pas de sortie en salle en raison de la pandémie de Covid-19 et de la fermeture des cinémas à cette période. Dès le 7 janvier 2021 le film sort en VOD et en mars 2021 en DVD.

### Critique
Le film reçoit des critiques mitigées. Sur l'agrégateur américain Rotten Tomatoes, il récolte 50 % d'opinions favorables pour 16 critiques et une note moyenne de 4,54⁄10.